# Loxostigma musetorum
Loxostigma musetorum là một loài thực vật có hoa trong họ Tai voi. Loài này được H.W. Li mô tả khoa học đầu tiên năm 1983.